# ديروتا
ديروتا (بالإيطالية: Deruta)‏ هي بلدية في مقاطعة بيرودجا في إقليم أومبريا في إيطاليا.

## السكان
في سنة 1861 بلغ عدد السكان 4٬127 نسمة، وتطور العدد ليصل في سنة 2011 لـ 9٬456 نسمة.
يظهر هذا المخطط البياني تطور النمو السكاني لـ ديروتا